# Asma al-Ghul
Asma al-Ghul, auch Asmaa al-Ghoul oder Alghoul (arabisch أسماء الغول, DMG Asmāʾ al-Ġūl; geboren 17. Januar 1982 in Rafah, Gaza) ist eine palästinensische Journalistin, Bloggerin, Feministin und Aktivistin für Menschenrechte und Pressefreiheit.

## Leben
Asma al-Ghul wurde 1982 in Rafah, einer Grenzstadt im Gazastreifen zu Ägypten, geboren. Sie ist das älteste von neun Kindern einer säkularen palästinensischen Flüchtlingsfamilie, die ihre Söhne und Töchter liberal und ohne Unterschiede erzog. Ihr Vater ist ein Ingenieur und Architektur-Professor an der Islamischen Universität Gaza. Asma al-Ghul absolvierte ihre Schulbildung und ein Studium in Gaza. Im Anschluss daran nahm sie eine Tätigkeit bei der arabischen Lokalzeitung Al-Ayaam als Reporterin an.
2003 heiratete sie einen ägyptischen Dichter, eine Liebesheirat wie sie selbst sagte, womit das Paar eine in Gaza verbreitete Tradition arrangierter Ehen infrage stellte. Gemeinsam zogen al-Ghul und ihr Ehemann nach Abu Dhabi. Die Ehe scheiterte und wurde nach eineinhalb Jahren geschieden. Al-Ghul kehrte mit dem gemeinsamen Sohn nach Gaza zurück.
Zum Missfallen einiger Verwandter entschloss sich al-Ghul im Jahr 2006 den Hidschab, das für viele Muslime konventionelle Kopftuch, für immer abzulegen und sich traditionellen islamischen Kleidervorschriften zu widersetzen.

## Beruf
Asma al-Ghul fand schon als Jugendliche zum Schreiben. Mit 17 Jahren veröffentlichte sie bereits ihre erste Kurzgeschichte.
Nach dem Studium wendete sie sich dem Journalismus zu. Sie schrieb für die in Gaza erscheinende Al-Ayyam sowie als Kolumnistin für die palästinensische Ausgabe von Al-Monitor – The Pulse of the Middle East.
Im Jahr 2007 schrieb Asma al-Ghul einen Artikel, der ihr Leben veränderte. Während einer journalistischen Weiterbildung in Südkorea veröffentlichte sie einen Artikel auf Arabisch, der eine vernichtende Kritik an den palästinensischen Regierungsbehörden war. Die Geschichte war insofern folgenschwer, da al-Ghul sie in Form eines kritischen Schreibens an ihren Onkel, einen hochrangigen Militärführer der regierenden Hamas-Fraktion im Gazastreifen, geschrieben hat. Unter dem Titel „Lieber Onkel, ist das die Heimat, die wir wollen?“ wendet sich der Beitrag an al-Ghuls Onkel. Sie kritisierte ihn scharf dafür, dass er die Unterdrückung des Gazastreifens unterstützt habe, indem er die islamistischen Ansichten der Hamas gegenüber der Bevölkerung durchgesetzt habe. Sie erinnerte daran, dass er das Haus der Familie benutzte, um Mitglieder der Fraktion Fatah zu verhören und zu schlagen. Sie zog damit den Zorn des Onkels auf sich und er drohte, sie zu töten.
Al-Ghul fand mit diesem Artikel ihre Stimme als Reporterin für Menschenrechte und soziale Angelegenheiten der Palästinenser. Seitdem berichtet sie kritisch über das, was sie die „Korruption der Fatah und den Terrorismus der Hamas“ nennt. Sie schreibt über Entwicklungen und Missstände in ihrer Heimat, über die eskalierenden Unruhen zwischen Fatah und Hamas, über israelische Bombardierungen des Gaza-Streifens. Sie beschreibt die Not der zivilen Opfer, kritisiert mangelnde Bildungsmöglichkeiten für Frauen und die Einschränkung demokratischer Freiheiten unter der Hamas. Außerdem macht al-Ghul die ungestraften Morde an Frauen im Namen der „Familienehre“ publik.
Mit ihren Themen setzt sie sich einerseits als Frau und andererseits als Kritikerin der palästinensischen Politik Repressalien durch die Hamas aus. 2009 wurde sie nach einem Strandspaziergang im südlichen Gazastreifen mit einer gemischtgeschlechtlichen Gruppe von Freunden durch Sicherheitskräfte der Hamas verhört und ihr wurde unislamisches Verhalten vorgeworfen. Ihre Berichterstattung im Februar 2011 über eine Kundgebung, die die Verbundenheit von Ägyptern und Palästinensern zum Ausdruck brachte, wurde durch körperliche Gewalt gegenüber al-Ghul unterbunden. Bei einer Demonstration für die friedliche Aussöhnung zwischen Fatah und Hamas im März 2011 wurden al-Ghul und weitere sieben palästinensische Journalistinnen während der Berichterstattung von Sicherheitskräften der Hamas geschlagen und physisch bedroht.
Nachdem im August 2014 mindestens neun Mitglieder ihrer Familie bei einem israelischen Luftangriff auf Rafah getötet worden waren, dokumentierte al-Ghul ihre Erfahrungen und die Anhörungen zum Tod der Familie in einem Essay unter dem Titel „Never ask me about Peace again“.
Asma al-Ghul erhält weiterhin regelmäßig Drohungen gegen ihr Leben und das ihres Sohnes. Ihre Arbeit als freie Journalistin ficht das nicht an. Sie betrachtet die Freiheit des Bloggens als ihre Chance und ihr „bestes Instrument, um über Gesellschaft und Korruption“ zu berichten. Außerdem engagiert sie sich seit vielen Jahren in der in Beirut ansässigen Samir Kassir Foundation zur Wahrung der Pressefreiheit.

## Auszeichnungen
- 2000 Palästinensischer Jugendliteraturpreis[6]
- 2010 Hellman-Hammett-Preis von Human Rights Watch für politisch Verfolgte[6]
- 2012 Courage in Journalism Award der International Women’s Media Foundation[7]

## Werke
- Asmaa al-Ghoul, Selim Nassib: A Rebel in Gaza: Behind the Lines of the Arab Spring, One Woman's Story. DoppelHouse Press, 2018, ISBN 978-0-9987770-2-3.
- Atef Abu Saif (Hrsg.): The Book of Gaza. (Anthologie), Comma Press, Manchester, 2014, ISBN 978-1-905583-64-5.